# Tamara Kotvalová
Tamara Kotvalová, rozená Tamara Nálepková (* 13. září 1963 Varšava) je česká podnikatelka, majitelka butiků Carollinum.

## Životopis
Narodila se do rodiny diplomata Jozefa Nálepky a vysokoškolské učitelky slovenského původu. Jejím strýcem byl partyzánský velitel Ján Nálepka, její sestřenicí je herečka Světlana Nálepková. Dětství prožila v různých evropských zemích, do školky chodila v Moskvě, na základní školu v Bělehradě. Po vypršení otcovy diplomatické mise se rodina přestěhovala do Prahy, kde vystudovala střední pedagogickou školu. Poté se přestěhovala do Tater, kde pracovala jako učitelka v dětském léčebném ústavu tuberkulózních a respiračních chorob v Horním Smokovci. Následně si doplnila vzdělání pro výuku na prvním stupni. Pedagogickou činnost ukončila v roce 1991, kdy se vrátila do České republiky.
Tamara Kotvalová má tři děti – dceru Danielu a syny Martina a Matěje.

## Podnikání
V Praze byla zaměstnána u německé obchodní společnosti jako obchodní asistentka, později se vypracovala do pozice manažera pro Čechy a Moravu. Když se společnost rozhodla vstoupit na zahraniční trhy v Polsku a Rusku, vedení si ji vybralo pro tuto misi. V průběhu následujícího období otevřela několik poboček společnosti ve velkých městech, zejména v Moskvě. Poté, co nabyla dostatečné finanční prostředky, se rozhodla vrátit domů a založit si vlastní společnost. Její první firma se zabývala prodejem kosmetiky na Slovensku a později rozšířila své aktivity do České republiky. V roce 1996 založila se svým tehdejším manželem společnost Carollinum s.r.o., která získala výhradní zastoupení značky Montblanc pro Českou republiku. O dva roky později společnost otevřela na Pařížské ulici v Praze franšízový obchod Alfred Dunhill – první butik této londýnské značky ve střední Evropě. Po smrti manžela v roce 2001 odkoupila stávající podíly a získala stoprocentní vlastnictví ve společnosti Carollinum, vedle toho se stala spolumajitelkou společností Servind. V roce 2002 otevřela hodinářství a klenotnictví Carollinum na Pařížské ulici, které prodává luxusní šperky a hodinky od významných hodinářských manufaktur jako jsou Patek Philippe, A. Lange & Söhne, Vacheron Constantin, Breitling, IWC, Cartier a další.
Na jaře roku 2009 byl otevřen butik s módou Simple Concept Store po vzoru světových koncept storů, jako je pařížský Colette či milánské Corso Como, který později získal ocenění Czech Grand Design. V roce 2012 získal Simple Concept Store v rámci soutěže Designblok cenu šéfredaktorů v kategorii „Nejlepší prezentace módního butiku“. Mezi zastupované značky obchodu patří Saint Laurent Paris, Alexander McQueen, Lanvin, Balenciaga, Dior Homme či nově Victoria Beckham.
V roce 2012 řadu butiků na Pařížské ulici doplnil samostatný obchod věnovaný hodinkám Rolex. V roce 2016 společnost Carollinum otevřela samostatný butik značky Patek Philippe a oslavila 20 let své existence. V roce 2019 byl otevřen Carollinum Rolex Boutique v Pařížské ulici č. 14 - jeden z největších butiků značky Rolex ve Střední a Východní Evropě. V roce 2021 byl otevřen butik Breitling v Pařížské ulici č. 1., společnost Carollinum tak potvrdila pozici lídra na českém hodinářském trhu.
Tamara Kotvalová provozuje v Praze butiky Rolex, Patek Philippe, Breitling a Carollinum, velkoobchodní zastoupení 4 luxusních značek, Hodinářský servis Carollinum a vydává tištěný magazín Umění času.

## Ocenění
V roce 2019 získala Tamara Kotvalová Ocenění Českých Podnikatelek v kategorii Velká firma. Téhož roku se zařadila do prestižního žebříčku Top ženy Česka. Od armádního generála Emila Bočka obdržela v roce 2021 cenu Morální autorita a pamětní medaili za dlouhodobou podporu válečných veteránů 2. světové války a spolupráci s nimi (2019), rovněž vyznamenání Československého lva II. třídy (2018). V roce 2012 se zařadila mezi 50 nejvlivnějších českých žen časopisu Forbes. V roce 2006 získala ocenění Žena roku.

## Charita
Tamara Kotvalová se pravidelně věnuje charitě: je čestnou členkou a sponzorem nadačního fondu Slunce pro všechny, členkou rady a pravidelným sponzorem o.s. Klub přátel dětí dětských domovů. Pravidelně sponzoruje onkologickou dětskou kliniku v Motole, stejně tak přispívá na ozdravné pobyty dětských onkologických pacientů.